# Parafia Matki Bożej przy Żłóbku w Kobylinie
Parafia Matki Bożej przy Żłóbku w Kobylinie – parafia rzymskokatolicka należąca do dekanatu Krotoszyn diecezji kaliskiej. Została utworzona w 2008. Mieści się przy placu Andrzeja Grabera. Prowadzą ją franciszkanie z Prowincji Wniebowzięcia Najświętszej Maryi Panny Zakonu Braci Mniejszych w Katowicach.